# Charles Willson Peale
Charles Willson Peale (Chestertown, Maryland, 15 april 1741 – Philadelphia, Pennsylvania, 22 februari 1827) was een Amerikaanse kunstschilder. Hij was daarnaast onder meer ambachtsman en natuurhistorisch onderzoeker. Hij is vooral bekend door zijn portretten van kopstukken uit de Amerikaanse Revolutie. Hij is de oudere broer van kunstschilder James Peale en vader van de kunstenaars Rembrandt, Raphaelle, Rubens en Titian Peale.

## Levensloop
Charles Peale was de oudste zoon van vader Charles Peale (1709-1750) en moeder Margaret Triggs (1709-1791). Charles begon zijn carrière achtereenvolgens als zadelmaker, horlogemaker en metaalbewerker. Vervolgens legde hij zich toe op kunstschilderen. Hij ging in de leer bij de schilders John Hesselius en John Singleton Copley. Omdat hij talent had  bekostigden John Beale Bordley en andere vrienden een reis naar Londen waar hij les nam van Benjamin West. Nadat Peale in 1769 terug was in Amerika leerde hij zijn jongere broer James de schilderkunst. Ook hij werd een bekend artiest net als zijn zoon Titian Peale.
Peale werd vooral bekend door het portretteren van personen die een belangrijke rol speelden in de Amerikaanse Revolutie zoals James Varnum, Benjamin Franklin, John Hancock, Thomas Jefferson, Alexander Hamilton en George Washington.

## Carrière in wetenschap
Charles Willson Peale was zeer geïnteresseerd in natuurlijke historie en organiseerde de eerste Amerikaanse wetenschappelijke expeditie in 1801. Het leidde tot de oprichting van een museum, Peale's American Museum, dat echter na zijn dood weer gesloten werd.

## Werken (selectie)

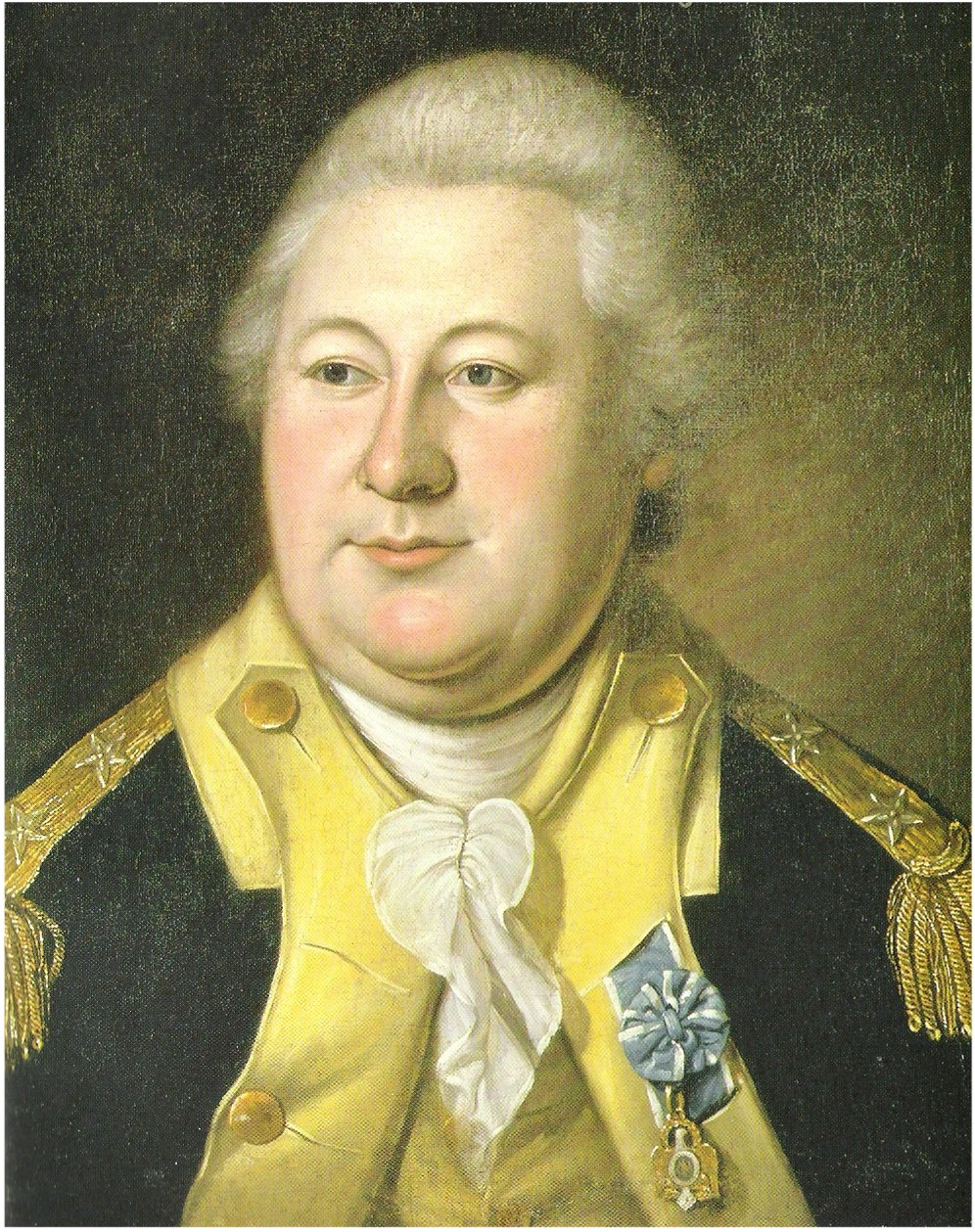
Henry Knox
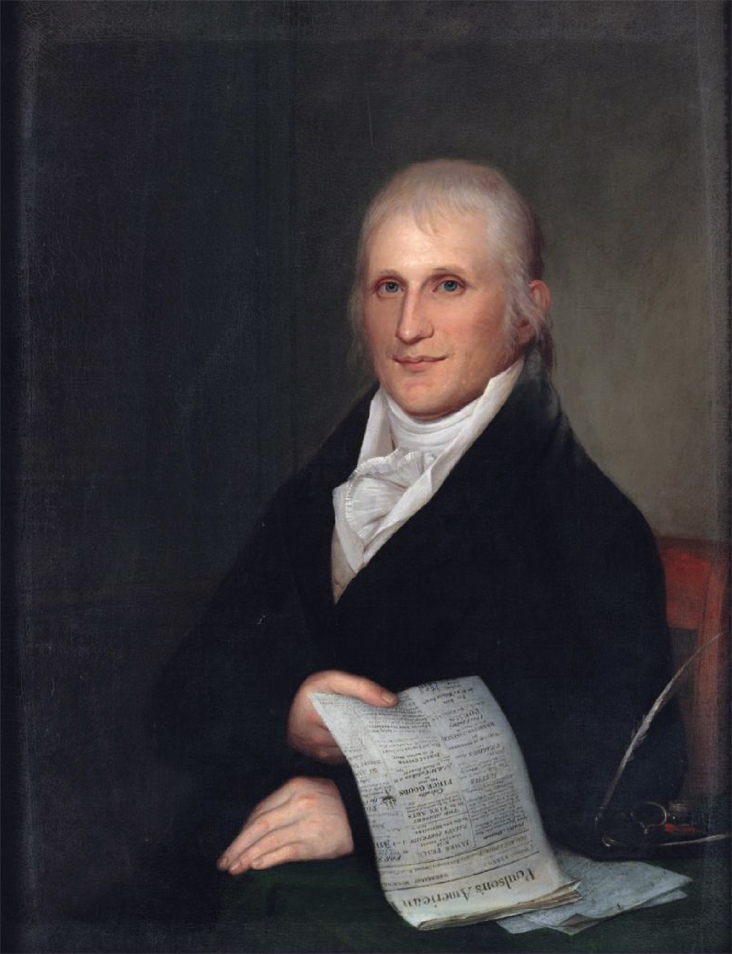
Zachariah Poulson
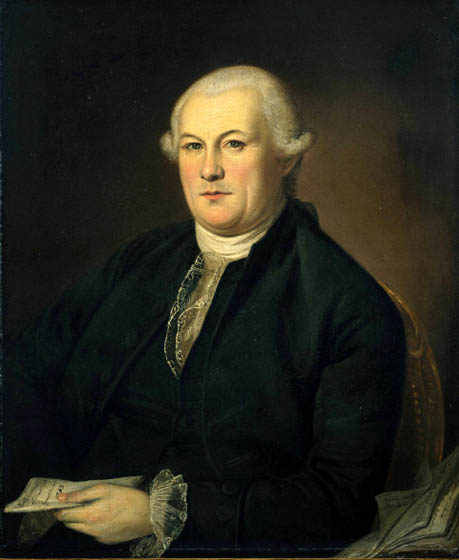
Elias Boudinot IV
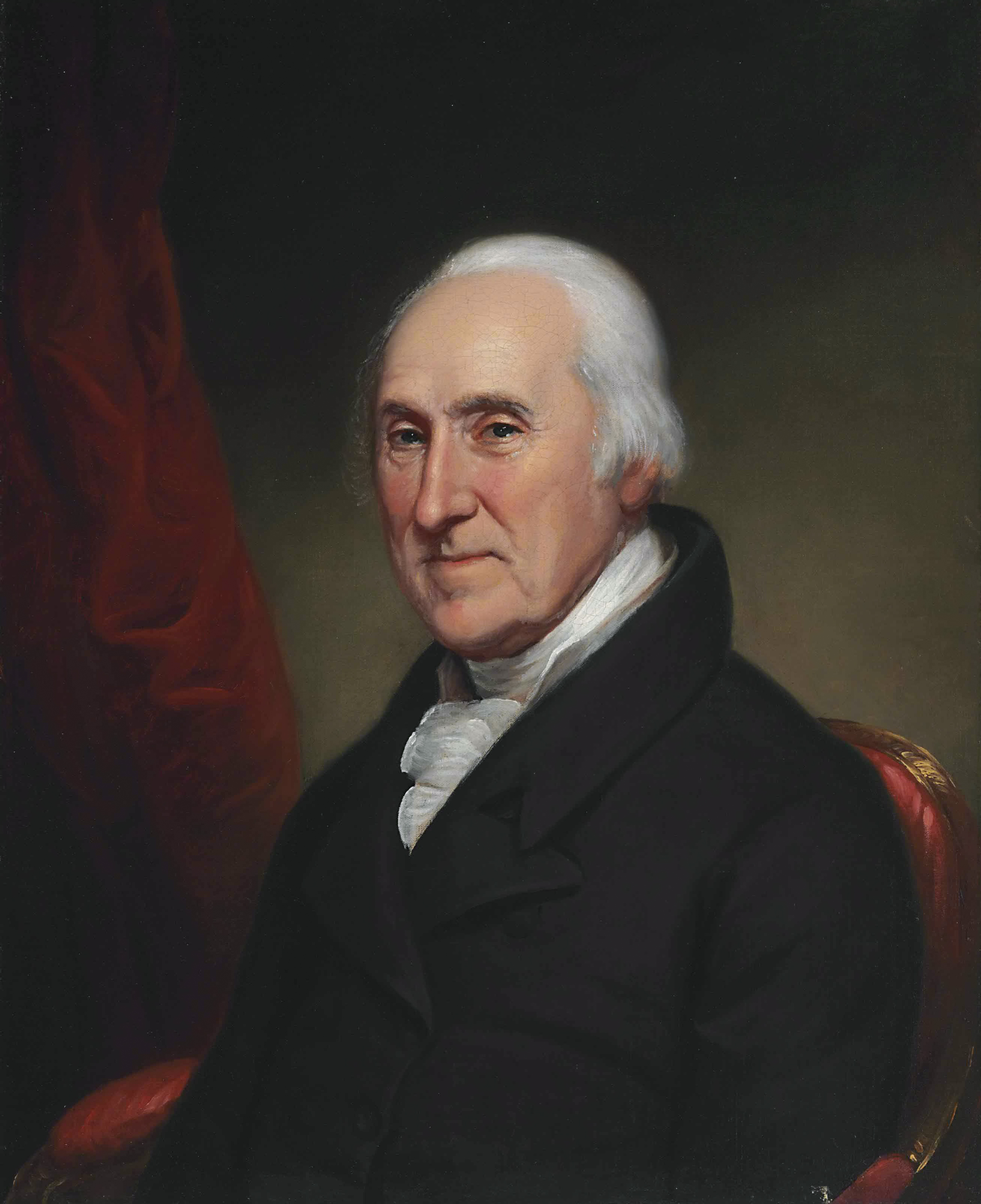
Edward Burd
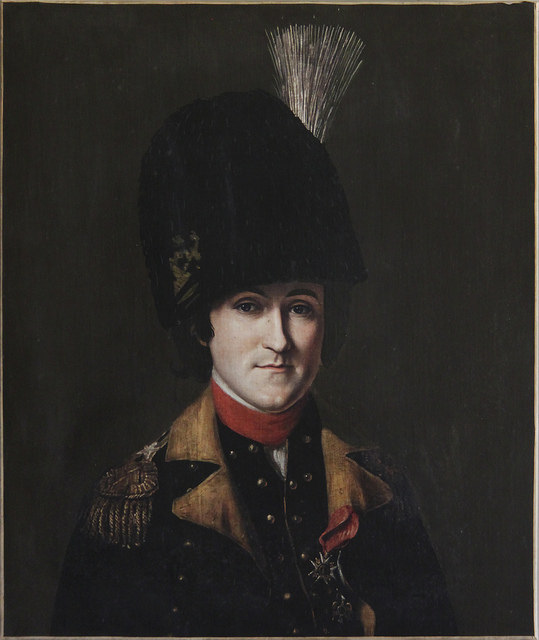
Armand Tuffin de La Rouërie
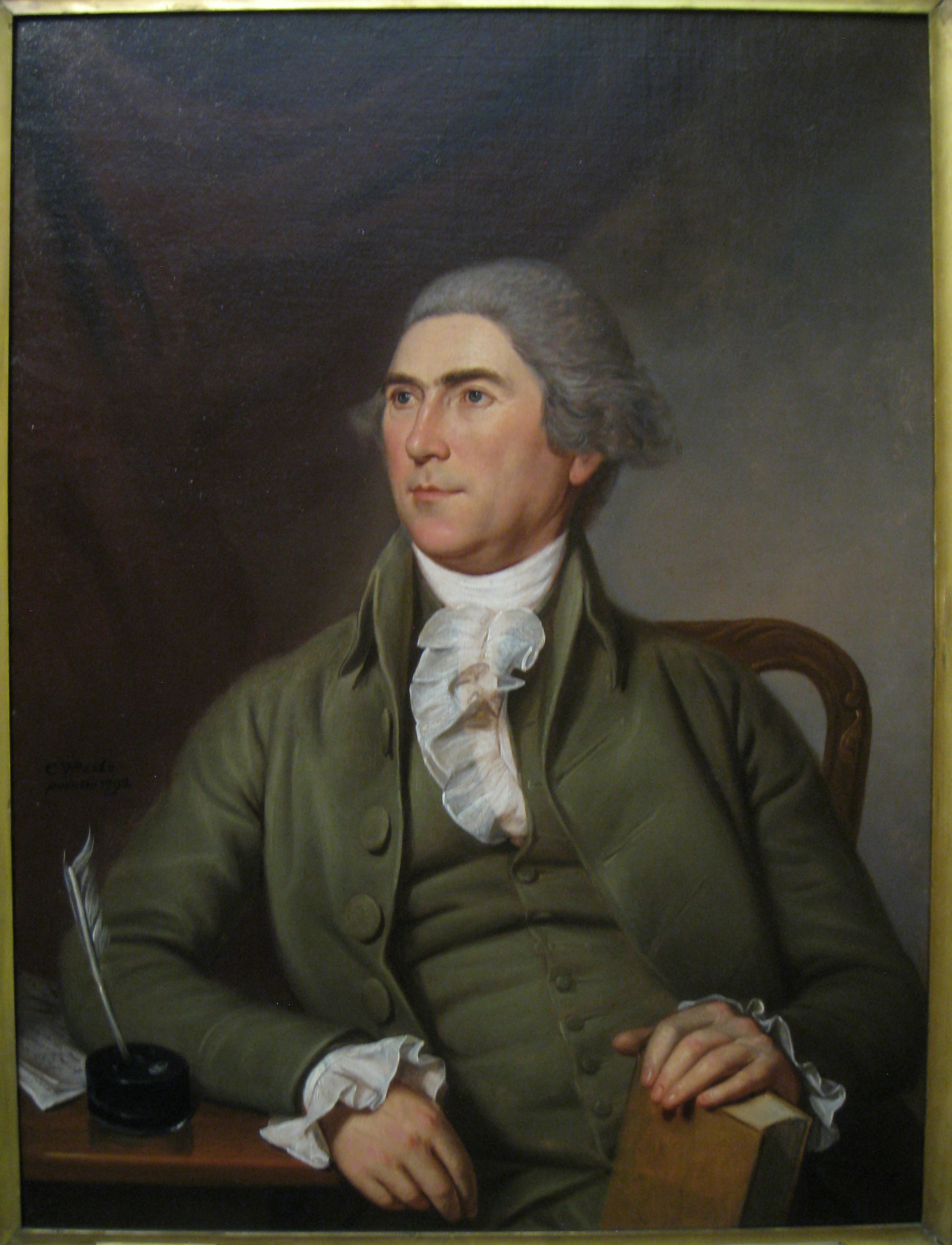
Charles Pettit, 1799, by Charles Wilson Peale (1741-1827)
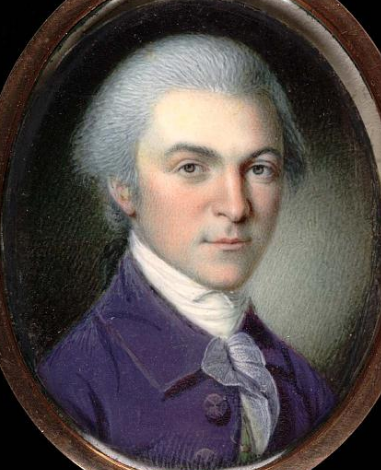
Duc De Liancourt
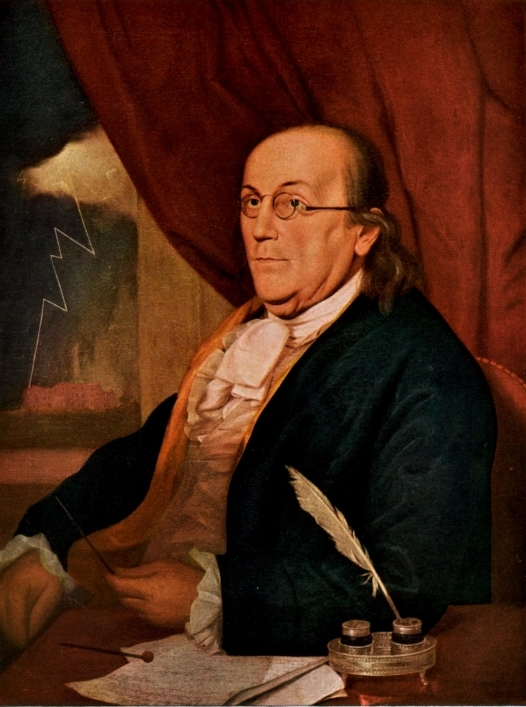
Benjamin Franklin

- Bibsys: 90524601
- Bibliothèque nationale de France: cb11959775w (data)
- CiNii: DA06190190
- Stuttgart Database of Scientific Illustrators 1450–1950: 9808
- Gemeinsame Normdatei: 118790080
- International Standard Name Identifier: 0000 0000 8262 3463
- Library of Congress Control Number: n80025860
- Nationale bibliotheek van Australië: 35413732
- Nationale Bibliotheek van Israël: 987007280547005171
- Nederlandse Thesaurus van Auteursnamen: 070907986
- Réseau des bibliothèques de Suisse occidentale: 02-A022962953
- RKD-Nederlands Instituut voor Kunstgeschiedenis: 62236
- LIBRIS: 399997
- SNAC: w66w9cjs
- Système universitaire de documentation: 027590496
- Trove: 944040
- Union List of Artist Names: 500017914
- Virtual International Authority File: 72190360
- WorldCat: E39PBJdCqGgwQFF4mQ8jHyDXh3